# Phantom Thread
Phantom Thread är en amerikansk dramafilm skriven och regisserad av Paul Thomas Anderson. Filmen utspelar sig i London under 1950-talet, där man följer Reynolds Woodcock (Daniel Day-Lewis), en berömd klänningsmakare som bor med sin syster Cyril Woodcock (Lesley Manville). Han blir kär i den unga servitrisen Alma Elson (Vicky Krieps), och parets förhållande vacklar mellan kärlek och distans när de försöker leva med varandras olikheter. Filmen var Daniel Day-Lewis sista filmroll innan han gick i pension.
Filmen är Andersons första filminspelning utanför USA, och filminspelningen började i januari 2017 i Lythe, England. Det är hans andra samarbete med Daniel Day-Lewis, i filmen There Will Be Blood (2007), och hans fjärde med kompositören Jonny Greenwood.
Filmen hade premiär i New York den 11 december 2017 och släpptes i USA den 25 december 2017. Den hade biopremiär i Sverige den  23 februari 2018. Phantom Thread fick ett starkt mottagande av recensenter, som berömde Day-Lewis skådespel, Andersons manus och regi, samt filmens musik och produktionsvärde.  Filmen valdes ut av National Board of Review som en av 2017 års bästa filmer. Inför Oscarsgalan 2018 fick filmen sex nomineringar, däribland för Bästa film, Bästa regi, Bästa manliga huvudroll för Day-Lewis, och Bästa kvinnliga biroll för Manville. Den fick också två Golden Globe-nomineringar: Bästa manliga huvudroll – drama (Day-Lewis) och Bästa originalmusik, samt fyra nomineringar inför BAFTA-galan 2018, inklusive Bästa manliga huvudroll för Day-Lewis, Bästa kvinnliga biroll för Manville och Bästa filmmusik för Greenwood.

## Rollista
- Daniel Day-Lewis – Reynolds Woodcock[17]
- Lesley Manville – Cyril Woodcock[18]
- Vicky Krieps – Alma Elson[18]
- Camilla Rutherford – Johanna
- Gina McKee – Grevinnan Henrietta Harding
- Brian Gleeson – Dr. Robert Hardy
- Harriet Sansom Harris – Barbara Rose
- Lujza Richter – Prinsessan Mona Braganza
- Julia Davis – Lady Baltimore
- Nicholas Mander – Lord Baltimore
- Philip Franks – Peter Martin
- Phyllis MacMahon – Tippy
- Silas Carson – Rubio Gurrerro
- Richard Graham – George Riley[19]
- Martin Dew – John Evans
- Ian Harrod – Justitiesekreteraren
- Jane Perry – Fru Vaughan